# Тарасовка (Каменец-Подольский район)
Тарасовка (укр. Тарасівка) — село в Каменец-Подольском районе Хмельницкой области Украины.
Население по переписи 2001 года составляло 490 человек. Почтовый индекс — 32374. Телефонный код — 3849. Занимает площадь 0,119 км².
Село Тарасовка лежит на обоих берегах реки Мукша. Рядом проходит железная дорога, станция Мукша (на линии Ярмолинцы — Ларга). 

## Местный совет
32372, Хмельницкая обл., Каменец-Подольский р-н, с. Устье